# Angst (Lacrimosa)
Angst è il primo album dei Lacrimosa, pubblicato nel 1991.
È un'opera molto dark, che propone un approccio musicale piuttosto minimale in cui dominano le tastiere e dalla voce di Tilo Wolff (all'epoca unico componente dei Lacrimosa) con toni depressi.
Come nell'album successivo, Einsamkeit, i temi esplorati per mezzo della musica e dei testi hanno un carattere molto tetro: la paura, la solitudine, la sensazione di fragilità, la morte, il senso di non-esistenza, la natura illusoria dell'amore e l'impossibilità di trovarlo popolano le liriche.

## Tracce
1. Seele in Not – 9:33
2. Requiem – 9:37
3. Lacrima Mosa – 7:15
4. Der Ketzer – 5:18
5. Der letzte Hilfeschrei – 5:18
6. Tränen der Existenzlosigkeit – 10:29